# Single Album
Single Album is het veertiende studioalbum van de Amerikaanse punkband NOFX. Het album werd uitgegeven op 26 februari 2021 via Fat Wreck Chords op cd en lp. Single Album is het eerste studioalbum van de band sinds First Ditch Effort (2016). Dit werd krap vijf jaar eerder uitgegeven: de langste periode tussen twee studioalbums van NOFX. Echter, in deze periode zijn wel andere albums uitgegeven, zoals Ribbed: Live in a Dive (2018) en West Coast vs. Wessex (2020), alsook de nieuwe 7" of the Month Club (2019). Single Album zou oorspronkelijk als een dubbelalbum met 23 nummers uitgegeven worden, hetgeen volgens de band in verband met de coronapandemie en negatieve terugkoppeling op de tweede plaat uiteindelijk niet wenselijk was. In plaats daarvan is het een "single album" geworden, oftewel een enkel album.

## Achtergrond
"Fish in a Gunbarrel", dat reeds in juni 2016 was geschreven, werd oorspronkelijk als muziekdownload uitgegeven in 2019 als aanklacht tegen de vele schietpartijen in de Verenigde Staten. Drie andere nummers - namelijk "I Love You More Than I Hate Me", "My Bro Cancervive Cancer", "Doors and Fours" en "Birmingham" - werden eerder gedurende 2019 en 2020 als onderdeel van de 7" of the Month Club-reeks uitgegeven.
Het nummer "Linewleum" werd, samen met bijhorende videoclip, online gezet op 12 januari 2021. Het nummer is een parodie op het nummer "Linoleum" van het album Punk in Drublic (1994) en wordt in de videoclip geplaybackt door Avenged Sevenfold. Ook komt er videomateriaal van andere bands die het nummer door de jaren heen hebben gecoverd aan bod. Er is op 22 januari een tweede videoclip met nog meer van dit soort materiaal voor "Linewleum" uitgegeven. Op 2 februari volgde een videoclip voor het nummer "Fuck Euphemism".
Woensdag 24 februari werd het album beschikbaar gemaakt voor digitaal streamen. Hierbij gaf frontman Fat Mike in een interview voor elk nummer op het album een uitleg over de muzikale en conceptuele achtergrond ervan. Een vijftig pagina's tellend liedboek met daarin onder andere gitaartabulaturen, akkoordenschema's en teksten werd eveneens uitgegeven.
Op 7 juli 2021 werd een videoclip voor "The Big Drag" uitgegeven.
Op 22 april 2022 werd er van het album een lp-versie in de kleuren van de Oekraïense vlag uitgegeven als reactie op de Russische invasie van Oekraïne. De opbrengsten van deze beperkte oplage werden via CARE gedoneerd aan de oorlogsslachtoffers in Oekraïne.

## Nummers
1. "The Big Drag" - 5:48
2. "I Love You More Than I Hate Me" - 2:36
3. "Fuck Euphemism" - 2:14
4. "Fish in a Gun Barrel" - 3:35
5. "Birmingham" - 3:34
6. "Linewleum" - 3:19
7. "My Bro Cancervive Cancer" - 2:28
8. "Grieve Soto" - 3:57
9. "Doors and Fours" - 4:49
10. "Your Last Resort" - 3:59

## Band
- Fat Mike - zang, basgitaar
- El Hefe - gitaar, zang
- Eric Melvin - gitaar, zang
- Erik Sandin - drums